# Andrée de David-Beauregard
Andrée de David-Beauregard, née le 9 septembre 1915 à Toulon, et morte à Faugères le 21 août 1944, est une résistante française de la Seconde Guerre Mondiale,.

## Biographie
Andrée de David-Beauregard est née en 1915 au sein d'une fratrie composée de 6 enfants, issue d'une famille de tradition catholique et royaliste. Elle est la fille de Stanislas de David-Beauregard, officier de marine et de Cécile de Boutiny. 
Placée en pension religieuse à l’adolescence à Cannes puis à Montpellier, Andrée de David-Beauregard aspire à devenir infirmière. De 1934 à 1937, elle suit les cours de l’école de la Croix-Rouge de Hyères. C'est dans cette ville qu'elle se lie d'amitié avec "Dorothy", la fille d’un expert-comptable de Montpellier. Elles s'installent toutes les deux à Paris et fréquentent les artistes de Montparnasse. 
À Paris, Andrée de David-Beauregard travaille d'abord dans une clinique. Dès les débuts de la guerre, en septembre 1939, elle s’engage dans la Société de secours aux blessés militaires de la Croix-Rouge, puis en février 1940 dans les Sections sanitaires automobiles féminines (la SSAF). En avril 1940, elle est envoyée vers un hôpital du front à Bar-le-Duc. Après la débâcle, Andrée de David-Beauregard choisit de rester à l’hôpital Royallieu près de Compiègne, lieu consacré à l’accueil de prisonniers de guerre, Français et Anglais. Une fois rétablis, les prisonniers sont envoyés en Allemagne pour y travailler. Andrée de David-Beauregard aide certains des prisonniers à s'évader jusqu'à ce que son activité soit repérée. Elle parvient alors à atteindre la zone libre en mars 1941. Elle rejoint son amie "Dorothy" à Marseille et obtient un poste d'infirmière dans une clinique. 

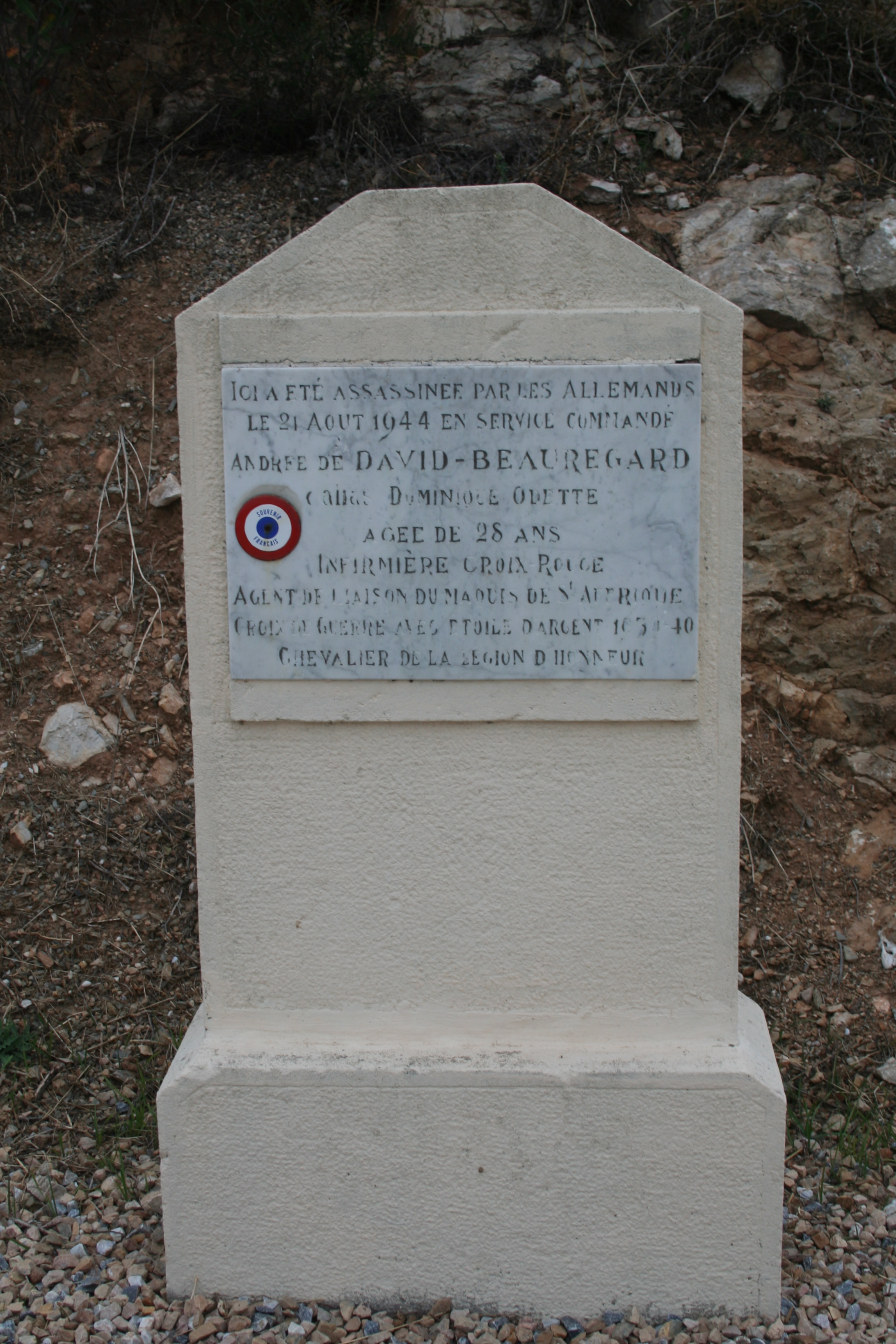
Monument à la mémoire d'Andrée de David-Beauregard à Faugères.

À la suite de soins prodigués à un parachutiste anglais à la fin de l'année 1943, Andrée de David-Beauregard se retrouve en contact avec un réseau de renseignement britannique, le réseau Carte. Elle participe alors à un travail d’observation du dispositif militaire allemand dans la région de Marseille. Elle est arrêtée en mai 1944 puis libérée faute d’éléments probants. 
Durant l'été 1944, elle quitte Marseille pour Saint-Affrique. Son emploi dans l'hôpital de la ville lui sert de couverture puisqu'elle consacre l'essentiel de son temps à être agent de liaison pour la Résistance intérieure sur un espace qui s’étend du sud de l’Aveyron à l’ouest héraultais, la région R3-2. Ses pseudonymes sont « Odette » et « Dominique ».
Blessée par les Allemands au col de Peytafi, elle meurt des suites de ses blessures à Faugères le 21 août 1944.

## Distinctions honorifiques et reconnaissances posthumes
- Chevalier de la Légion d'honneur
- Croix de guerre 1939–1945 (2 citations à l'ordre de l'armée, du 28 novembre 1944 et du 4 septembre 1945)

Son nom figure sur  l’une des trois stèles sur la route de Bédarieux à Béziers, territoire de Faugères.  
L’odonymie honore aussi sa mémoire : une avenue de Hyères (Var) porte le nom d’Andrée de David-Beauregard depuis le 14 février 1945.